# Torteval-Quesnay
Torteval-Quesnay és un municipi francès situat al departament de Calvados i a la regió de Normandia. L'any 2007 tenia 350 habitants.

## Demografia

### Població
El 2007 la població de fet de Torteval-Quesnay era de 350 persones. Hi havia 133 famílies de les quals 24 eren unipersonals (16 homes vivint sols i 8 dones vivint soles), 40 parelles sense fills, 61 parelles amb fills i 8 famílies monoparentals amb fills.
La població ha evolucionat segons el següent gràfic:
Habitants censats

### Habitatges
El 2007 hi havia 154 habitatges, 130 eren l'habitatge principal de la família, 15 eren segones residències i 10 estaven desocupats. 151 eren cases i 2 eren apartaments. Dels 130 habitatges principals, 112 estaven ocupats pels seus propietaris, 17 estaven llogats i ocupats pels llogaters i 1 estava cedit a títol gratuït; 7 tenien dues cambres, 15 en tenien tres, 26 en tenien quatre i 82 en tenien cinc o més. 103 habitatges disposaven pel capbaix d'una plaça de pàrquing. A 52 habitatges hi havia un automòbil i a 71 n'hi havia dos o més.

### Piràmide de població
La piràmide de població per edats i sexe el 2009 era:
| Homes | Edats   | Dones |
| ----- | ------- | ----- |
| 0     | 95 o +  | 0     |
| 0     | 90 a 94 | 0     |
| 0     | 85 a 89 | 0     |
| 0     | 80 a 84 | 4     |
| 4     | 75 a 79 | 0     |
| 8     | 70 a 74 | 8     |
| 8     | 65 a 69 | 8     |
| 8     | 60 a 64 | 12    |
| 8     | 55 a 59 | 4     |
| 0     | 50 a 54 | 16    |
| 44    | 45 a 49 | 24    |
| 20    | 40 a 44 | 12    |
| 4     | 35 a 39 | 8     |
| 12    | 30 a 34 | 20    |
| 16    | 25 a 29 | 4     |
| 16    | 20 a 24 | 4     |
| 24    | 15 a 19 | 28    |
| 20    | 10 a 14 | 24    |
| 8     | 5 a 9   | 8     |
| 4     | 0 a 4   | 8     |

## Economia
El 2007 la població en edat de treballar era de 228 persones, 181 eren actives i 47 eren inactives. De les 181 persones actives 165 estaven ocupades (93 homes i 72 dones) i 16 estaven aturades (7 homes i 9 dones). De les 47 persones inactives 16 estaven jubilades, 16 estaven estudiant i 15 estaven classificades com a «altres inactius».

### Ingressos
El 2009 a Torteval-Quesnay hi havia 129 unitats fiscals que integraven 348 persones, la mediana anual d'ingressos fiscals per persona era de 17.197 €.

### Activitats econòmiques
Dels 17 establiments que hi havia el 2007, 1 era d'una empresa de fabricació d'altres productes industrials, 7 d'empreses de construcció, 2 d'empreses de comerç i reparació d'automòbils, 3 d'empreses de transport, 1 d'una empresa financera, 2 d'empreses de serveis i 1 d'una empresa classificada com a «altres activitats de serveis».
Dels 7 establiments de servei als particulars que hi havia el 2009, 1 era un taller de reparació d'automòbils i de material agrícola, 2 paletes, 2 fusteries i 2 lampisteries.
L'any 2000 a Torteval-Quesnay hi havia 22 explotacions agrícoles que ocupaven un total de 636 hectàrees.

## Poblacions més properes
El següent diagrama mostra les poblacions més properes.